# Metoda Cayleya
Metoda Cayleya – w mechanice kwantowej popularna metoda numerycznego rozwiązywania równania Schrödingera zależnego od czasu polegająca na przybliżeniu propagatora w czasie poprzez łatwiejszy do obliczenia niż dokładny operator unitarny, tzn. tak aby operator przybliżony też nie zmieniał normy funkcji falowej.
Dla równania Schrödingera zależnego od czasu {\displaystyle (\hbar =1){:}}
{\displaystyle {\hat {H}}{\big |}\psi (t)\rangle =i{\tfrac {\partial }{\partial t}}{\big |}\psi (t)\rangle ,}
funkcja falowa dla małych czasów będzie dana przez:
{\displaystyle |\psi (t+dt)\rangle =e^{-i{\hat {H}}(t)dt}|\psi (t)\rangle .}
Zauważamy
{\displaystyle U_{1}=e^{-i{\hat {H}}(t)dt}=1-i{\hat {H}}(t)dt+{\hat {H}}(t)^{2}dt^{2}/2+i{\hat {H}}(t)^{3}dt^{3}/6+...}
oraz
{\displaystyle U_{2}={\frac {1-i{\hat {H}}(t)dt/2}{1+i{\hat {H}}(t)dt/2}}=1-i{\hat {H}}(t)dt+{\hat {H}}(t)^{2}dt^{2}/2+i{\hat {H}}(t)^{3}dt^{3}/4+...}
Jak widać powyższe operatory są równe do drugiego rzędu w {\displaystyle dt} oraz operator {\displaystyle U_{2}} jest z konstrukcji unitarny (jest ułamkiem) tak samo jak operator dokładny, tzn.
{\displaystyle U_{2}^{*}=U_{2}^{-1}.}
Używamy więc
{\displaystyle |\psi (t+dt)\rangle =U_{2}|\psi (t)\rangle }
Powyższy krok w przybliżeniu Cranka-Nicolson jest wtedy układem równań liniowych na funkcje {\displaystyle \psi (t+dt)} w chwili czasu {\displaystyle t+dt,} tzn.
{\displaystyle [{1+i{\hat {H}}(t)dt/2}]|\psi (t+dt)\rangle =[{1-i{\hat {H}}(t)dt/2}]|\psi (t)\rangle }
i jest powtarzany wielokrotnie numerycznie.